# Otidiogryllacris elii
Otidiogryllacris elii är en insektsart som först beskrevs av Griffini 1908.  Otidiogryllacris elii ingår i släktet Otidiogryllacris och familjen Gryllacrididae. Inga underarter finns listade i Catalogue of Life.